# Meurtre sur le Tibre
Série Nico Giraldi
Brigade antigang
(1979) Crime à Milan
(1980)
Pour plus de détails, voir Fiche technique et Distribution.
Meurtre sur le Tibre (Assassinio sul Tevere) est un poliziottesco humoristique italien réalisé par Bruno Corbucci et sorti en 1979,. C'est le sixième film mettant en scène l'inspecteur Nico Giraldi joué par Tomas Milian.

## Synopsis
Lors d'une réunion de notables romains sur le Tibre survient une panne électrique, quand le courant revient l'un des participants est retrouvé avec un poignard dans le dos. L'inspecteur Nico Giraldi est chargé de l'enquête.

## Fiche technique
Sauf indication contraire, les informations mentionnées dans cette section peuvent être confirmées par la base de données cinématographiques IMDb,  présente dans la section « Liens externes ».
- Titre original : Assassinio sul Tevere[3]
- Titre français : Meurtre sur le Tibre[4]
- Réalisateur : Bruno Corbucci
- Scénario : Mario Amendola, Bruno Corbucci
- Photographie : Giovanni Ciarlo
- Montage : Daniele Alabiso (it)
- Décors : Claudio Cinini (it)
- Costumes : Alessandra Cardini (it)
- Musique : Carlo Rustichelli, Rocky Roberts
- Producteurs : Galliano Juso (it)
- Société de production : Cinemaster
- Pays de production :  Italie
- Langue de tournage : italien
- Format : Couleur (Telecolor) - 1,85:1 - Son mono - 35 mm
- Durée : 98 minutes (1h38)[3]
- Genre : Poliziottesco, comédie policière
- Dates de sortie :
  - Italie : 12 octobre 1979
  - Allemagne de l'Ouest : 4 février 1983
  - France : 23 janvier 1984[4]

## Distribution
- Tomas Milian : Nico Giraldi
- Marina Lante della Rovere : Eleonora Ruffini
- Angelo Pellegrino : Canuti
- Roberta Manfredi : Angela Santi
- Bombolo : Venticello
- Maurizio Gueli : Giuliano Bonardi
- Marino Masè : Nardelli
- Enzo Liberti : Er Pinna
- Enrico Luzi (en) : L'ingénieur Moretti
- Franca Mantelli : La femme de Moretti
- Alberto Farnese : Manfredo Ruffini
- Massimo Vanni : Brigadier Gargiulo
- Sergio Sinceri : Amedeo Secchi
- John P. Dulaney : Ballarin
- Renato Mori : Commissaire Galbiati
- Marcello Martana : Vice-commissaire Trentini
- Mario Donatone : Sabatucci
- Leo Gavero : Le député Laurenzi
- Ennio Antonelli : Le gardien de la morgue
- Marco Tulli : Le brigadier
- Andrea Aureli : Le juge
- Franco Caracciolo : Le chanteur déguisé
- Jimmy il Fenomeno : Le spectateur du concert
- Enzo Andronico : L'avocat